# Prix du Film du Tokyo Sports
 (novembre 2014).

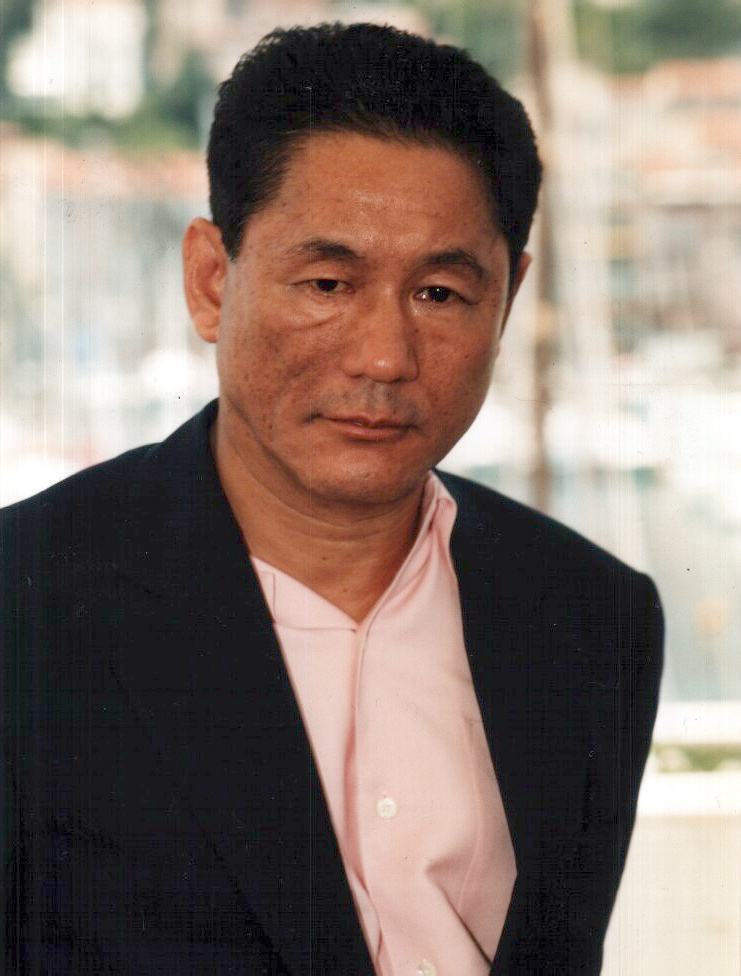
Takeshi Kitano.

Les prix du Film du Tokyo Sports (東京スポーツ映画大賞, Tōkyō Supōtsu Eiga Taishō) sont des prix décernés depuis 1991 par le quotidien sportif Tokyo Sports. Le jury est présidé par Takeshi Kitano.

## Lauréats de l'édition 2008
- Meilleur film : Aruitemo Aruitemo
- Meilleur réalisateur : Takeshi Kitano (pour Achille et la Tortue)
- Meilleur acteur : Masahiro Motoki
- Meilleure actrice : Tae Kimura
- Meilleur second rôle masculin : Tsutomu Yamazaki
- Meilleur second rôle féminin : Kirin Kiki
- Meilleur film en langue étrangère : No Country for Old Men
- Prix spécial : Ichi

## Liste des lauréats pour le meilleur film
| N° | Année | Titre du film                          | Réalisateur          |
| -- | ----- | -------------------------------------- | -------------------- |
| 1  | 1991  | A Scene at the Sea                     | Takeshi Kitano       |
| 2  | 1992  | Erotic Liaisons                        | Kōji Wakamatsu       |
| 3  | 1993  | Déménagement                           | Shinji Sōmai         |
| 4  | 1994  | Tsuma wa Filipina                      | Yasunori Terada (ja) |
| 5  | 1995  | Ghost in the Shell                     | Mamoru Oshii         |
| 6  | 1996  | Kids Return                            | Takeshi Kitano       |
| 7  | 1997  | Postman Blues (ja)                     | Hiroyuki Tanaka      |
| 8  | 1998  | Hana-bi                                | Takeshi Kitano       |
| 9  | 1999  | After Life                             | Hirokazu Koreeda     |
| 10 | 2000  | Battle Royale                          | Kinji Fukasaku       |
| 11 | 2001  | Aniki, mon frère (Brother)             | Takeshi Kitano       |
| 12 | 2002  | Dolls                                  | Takeshi Kitano       |
| 13 | 2003  | Zatōichi                               | Takeshi Kitano       |
| 14 | 2004  | Nobody Knows                           | Hirokazu Kore-eda    |
| 15 | 2005  | N/A                                    | N/A                  |
| 16 | 2006  | Sway (ja)                              | Miwa Nishikawa       |
| 17 | 2007  | N/A                                    | N/A                  |
| 18 | 2008  | Still Walking                          | Hirokazu Kore-eda    |
| 19 | 2009  | N/A                                    | N/A                  |
| 20 | 2010  | Outrage                                | Takeshi Kitano       |
| 21 | 2011  | Cold Fish                              | Sion Sono            |
| 22 | 2012  | Outrage: Beyond                        | Takeshi Kitano       |
| 23 | 2013  | The Great Passage                      | Yuya Ishii           |
| 24 | 2014  | N/A                                    | N/A                  |
| 25 | 2015  | Ryuzo 7 (Ryuzo and the Seven Henchmen) | Takeshi Kitano       |
| 26 | 2016  | Dans un recoin de ce monde             | Sunao Katabuchi      |
| 27 | 2017  | Outrage Coda                           | Takeshi Kitano       |

## Source de la traduction
- (en) Cet article est partiellement ou en totalité issu de l’article de Wikipédia en anglais intitulé « Tokyo Sports Film Award » (voir la liste des auteurs).